# Borsodi Tüzes
A Borsodi Tüzes a Borsodi Sörgyár Zrt. söre.

## Áttekintés
A gyártó első vörös söre, amelyet lassú tűzön főztek. Többféle maláta és komlókivonat felhasználásával készült. Alkoholtartalma 4,6%, összetevői között pedig ott van a kukoricagríz.
A Mindmegette blog szerint a színe inkább barnás, első kóstolásnál keserű, majd komlóközeli íz érződik, de ez az érzés hamar távozik. A Sörfigyelő szerint íze a megszűnt Borostyán és a Borsodi Világos közt van, ezzel a gyártó Borsodi Bivaly utáni második legjobb söre, ami kétes dicsőség. Winkler Róbert sörtesztje során elmondta, hogy ahhoz képest, amit az ember a doboza meg a paraméterei alapján várna, nem vészesen rossz.